# Восточно-Казахстанский университет имени С. Аманжолова
НАО Восточно-Казахстанский университет имени С. Аманжолова (ВКУ) (каз. С. Аманжолов атындағы Шығыс Қазақстан университеті (ШҚУ) КЕ АҚ) — ведущее многопрофильное высшее учебное заведение Восточно-Казахстанской области.
ВКУ имени С. Аманжолова является членом следующих международных Ассоциаций:
- Евразийской Ассоциации университетов (с 1995 года);
- Международной Академии Высшей школы (с 1998 года);
- Ассоциации «Сибирский Открытый университет» (с 1999 года).

## История
В 1952 году согласно распоряжению Совета Министров СССР был организован Усть-Каменогорский педагогический институт (УКПИ), который состоял из 3 факультетов (русского языка и литературы, физико-математического и естествознания). В институте обучалось 332 студента, работало 30 преподавателей, из них 3 кандидата наук, доцента. В 1953 году состоялся первый выпуск молодых специалистов по учительской программе. Первый выпуск специалистов по четырёхлетней программе произошёл в 1956 году.
В 1961—1962 учебном году вуз насчитывал 4 факультета, 2907 студентов, 121 преподаватель, из которых 21 кандидат наук.
В 1970 году был создан факультет повышении квалификации преподавателей педагогических училищ республик Средней Азии и Казахстана. В 1971 году открылась учебно-информационная студия, которая впоследствии центром учебного телевидения. В 1971—1972 учебном году вуз состоял из 5 факультетов, на которых обучался 4141 студент, работало 286 преподавателей, из которых 2 доктора наук, профессора, 64 кандидата наук. В 1982 году УКПИ стал победителем соревнования среди 262 педвузов СССР.
В 1984 году УКПИ был награждён почетной грамотой Верховного Совета КазССР за достигнутые производственные успехи, высокие показатели в строительстве жилых домов, культурно-бытовых объектов, активную работу в колхозах и совхозах республики. Вуз состоял из 9 факультетов, на которых обучалось 4700 студентов.
Постановлением Кабинета Министров Казахской ССР от 31 января 1991 года № 75 УКПИ реорганизован в Восточно-Казахстанский государственный университет (ВКГУ). В то время он состоял из 11 факультетов, на которых обучался 4901 студент, работало 462 преподавателя, из них 7 докторов наук, профессоров, 133 кандидата наук. В 1992 году была открыта аспирантура по 16 специальностям, в 1994 году — магистратура. В том же году состоялся первый выпуск бакалавров ВКГУ. В 1995 году вузу было предоставлено право на присвоение академического ученого звания «Профессор ВКГУ».
В 2001 году в городе Ульгий был открыт монгольский филиал Восточно-Казахстанского государственного университета.
В 2002 году (50-летие УКПИ — ВКГУ) университет включал в себя 7 институтов, 40 кафедр, в вузе обучалось около 9500 студентов по 60 специальностям, их подготовку вело 600 преподавателей, среди которых 11 академиков и член-корреспондент Национальной и отраслевых Академий наук, 40 профессоров, докторов наук, около 200 кандидатов наук.
3 октября 2003 года Постановлением Правительства Казахстана университету присвоено имя известного ученого-лингвиста, профессора Сарсена Аманжолова, на базе вуза была проведена международная научно-практическая конференция, посвященная его 100-летию.
По состоянию на 2004 год в ВКГУ обучалось более 12 тыс. студентов, подготовку специалистов вели 625 преподавателей, в том числе 208 докторов наук и профессоров, кандидатов наук и доцентов. Университет включал 8 институтов, многопрофильный колледж, институт повышения квалификации научных и педагогических кадров, 5 научно-исследовательских институтов, 4 проблемные научно-исследовательские лаборатории, центр компьютерных технологий, центр дистанционного обучения с информационно-образовательной корпоративной сетью, научную библиотеку с технологией штрихового кодирования и антикражевой системой, издательство, музей истории и развития университета, агробиостанцию «Панкратьевский сад», учебно-научно-производственную базу «Сибины», учебно-производственную базу с подсобным хозяйством (130 га сельхозугодий) «Аршалы», учебно-оздоровительный комплекс с плавательным бассейном «Чайка».

## Факультеты
В настоящее время ВКУ имени С. Аманжолова включает в себя следующие структурные образования:
- Высшая школа гуманитарных наук (бывш. факультет истории, филологии и международных отношений)
- Высшая школа педагогики (бывш. факультет психологии, педагогики и культуры)
- Высшая школа IT и естественных наук (бывш. факультет естественных наук и технологий)
- Высшая школа бизнеса и права (бывш. факультет экономики и права)
- Высший колледж

## Образовательные программы
По состоянию на 2025 год ВКУ имени С.Аманжолова ведет обучение по специальностям бакалавриата, магистратуры и докторантуры.
Для бакалавриата в университете предусмотрены 89 образовательных программ, в направлениях которых выделяется педагогика, психология, экология и IT-науки. Для магистратуры в ВКУ представлены 46 ОП направленные на подготовку специалистов в преподавательской сфере. Подготовка докторов PhD ведется по 12 направлениям естественно-математических и гуманитарных наук. 

## Ректоры
- 1952 (сентябрь) — 1953 (февраль) — Шестаков Андрей Андреанович
- 1953 (февраль) — 1955 (апрель) — Ермолаев Лев Александрович
- 1955 (июль) — 1960 (сентябрь) — Темирбеков Абдулла Хусаинович
- 1960 (сентябрь) — 1984 (октябрь) — Увалиев Юмаш Каримович
- 1984 (октябрь) — 1993 (октябрь) — Мамбетказиев Ережеп Альхаирович
- 1993 (октябрь) — 1995 (март) — Закирьянов Кайрат Хайруллинович
- 1995 (март) — 2001 (июль) — Мамбетказиев Ережеп Альхаирович
- 2001 (июль) — 2005 (август) — Абжаппаров Абдумуталип Абжаппарович
- 2005 (август) — 2006 (апрель) — Ахметов Ашимжан Сулейменович
- 2006 (апрель) — 2008 (февраль) — Газалиев Арстан Мауленович
- 2008 (февраль) — 2012 (февраль) — Мамраев Бейбит Баймагамбетович
- 2012 (февраль) — 2012 (октябрь) — Ескендиров Меир Гариполлаевич
- 2012 (декабрь) — 2017 (октябрь) — Кувандыков Алибек Усербаевич
- 2018 (январь) — н.в. — Толеген Мухтар Адильбекович